# Marquez Valdes-Scantling
(en) Statistiques sur pro-football-reference
Marquez Valdes-Scantling, né le 10 octobre 1994 à St. Petersburg en Floride, est un sportif professionnel de football américain jouant au poste de wide receiver dans la National Football League (NFL) depuis la saison 2018.
Sélectionné en 174e choix global lors du cinquième tour de la draft 2018 de la NFL par la franchise des Packers de Green Bay, il y reste pendant quatre saisons avant de rejoindre les Chiefs de Kansas City (2022-2023), les Bills de Buffalo (début de saison 2024),  les Saints de La Nouvelle-Orléans (fin de asison 2024) et les Seahawk de Seattle dès 2025 .
Au niveau universitaire, il a joué dans la NCAA Division I FBS, pendant deux saisons pour le Wolfpack de l'université d'État de Caroline du Nord (2013-2014) et pendant deux saisons pour les Bulls de l'université de Floride du Sud (2015-2016).

## Jeunesse
Valdes-Scantling fréquente et joue au football américain à la Lakewood High School. Il enregistre cinquante réceptions pour 800 yards et quatorze touchdowns en tant que senior.

## Carrière universitaire
Valdes-Scantling joue au football américain universitaire pour le Wolfpack de l'université d'État de Caroline du Nord de 2013 à 2014 et pour les Bulls de l'université de Floride du Sud de 2015 à 2017. Il doit s'abstenir de jouer la saison 2015 en raison des règles de transfert,.

### Wolfpack de North Carolina State

#### 2013
En tant que freshman, lors de la saison 2013, Valdes-Scantling participe à sept matchs du Wolfpack, en manquant deux, contre les Chippewas de l'université du Centre du Michigan et les Demon Deacons de l'université de Wake Forrest pour cause de blessure.
Pour ses débuts universitaires, une victoire 40-14 contre les Bulldogs de l'université de Louisiana Tech, il a 4 réceptions pour 87 yards. Lors de son deuxième match, une victoire 23-21 contre les Spiders de l'université Richmond, il est le meilleur de l'équipe avec 8 réceptions pour 87 yards.
Il termine la saison avec 22 réceptions pour 281 yards, soit une moyenne de 12,8 yards par réception.

#### 2014
Au cours de sa saison sophomore, Valdes-Scantling participe à neuf matchs, y compris le St. Petersburg Bowl que le Wolfpack remporte 34-27 contre les Knights de l'université de Floride du Sud,.
Sur la saison, il est l'un des six wide receivers de NC State à avoir 20 réceptions ou plus. Le 20 septembre 2014, lors du match contre le Blue Hose du Presbyterian College (en), il a quatre réceptions pour un gain 55 yards, tous deux des records personnels de la saison, et marque son premier touchdown en carrière, sur une passe de 18 yards de Jacoby Brissett.
Il termine la saison avec 22 réceptions pour 257 yards, une moyenne de 11,7 yards par réception, et un touchdown.

### Bulls de South Florida

#### 2015
À la fin de sa saison sophomore, Valdes-Scantling décide de retourner dans sa Floride natale et d'y jouer pour les Bulls de l'université de Floride du Sud. En raison des règles de transfert en NCAA, il ne peut pas jouer au cours de la saison 2015.

#### 2016
Valdes-Scantling participe à 11 matchs des Bulls lors de sa saison junior. Lors de son premier match en Floride et la victoire 56 à 20 contre les Tigers de l'université de Towson, il inscrit un touchdown de 51 yards en réception sur une passe du quarterback Quinton Flowers (en). Le 19 novembre, lors d'une victoire 35 à 27 contre les Mustangs de l'université méthodiste du Sud, il récidive en inscrivant un touchdown de 77 yards sur une passe du même quarterback.
En fin de saison, les Bulls participent au Birmingham Bowl, qu'ils remportent 46 à 39 contre les Gamecocks de l'université de Caroline du Sud,. Pendant ce match, Valdes-Scantling réussit une réception pour un gain de 14 yards.
Il termine la saison 2016 avec 22 réceptions, pour un gain de 415 yards et 5 touchdowns.

#### 2017
Pour sa saison senior, Valdes-Scantling dispute douze matchs et comptabilise un total de 879 yards et 6 touchdowns en 53 réceptions Il effectue également 8 courses pour un gain de 108 yards et un touchdown supplémentaire. 
Il commence la saison par d'une victoire 42 à 22 contre les Spartans de l'université d'État de San José où il réussit six réceptions pour un gain de 91 yards avec trois yards supplémentaire loprs d'une course. Son second match avec six réceptions survient le 30 septembre contre les Pirates de l'université d'East Carolina, totalisant un gain de 94 yards et un touchdown. Durant le match il effectue également deux courses pour 80 yards dont une de 75 yards se terminant en touchdown. Le 28 octobre 2017, lors de la défaite 24 à 28 contre les Cougars de l'université de Houston, il établit deux records personnels en carrière avec dix réceptions pour un gain total de 186 yards, mais n'inscrit toutefois aucun touchdown.
Les Bulls participent de nouveau au Birmingham Bowl, qu'ils remportent 38 à 34 contre les Red Raiders de l'université Texas Tech,. Au cours de ce match Valdes-Scantling réussit trois réceptions pour un gain total de 133 yards et un touchdown.

## Carrière professionnelle

### NFL Scouting Combine
Valdes-Scantling est invité au NFL Scouting Combine à Indianapolis où il réalise les performances suivantes :
| Taille | Poids | Bras   | Main   | Sprint   | Sprint   | Sprint   | Shuttle 20 yards | 3 cones drill | Détente   | Détente     | Développé couché | Test Wonderlic |
| Taille | Poids | Bras   | Main   | 40 yards | 10 yards | 20 yards | Shuttle 20 yards | 3 cones drill | verticale | horizontale | Développé couché | Test Wonderlic |
| 1,93 m | 93 kg | 0,82 m | 0,26 m | 4,37 s   | 1,55 s   | 2,58 s   | -                | -             | 0,77 m    | 3,15 m      | 15               | -              |

### Draft
Valdes-Scantling est sélectionné en 174e choix global lors du cinquième tour de la draft 2018 de la NFL par la franchise des Packers de Green Bay.

### Packers de Green Bay

#### 2018
Le 7 mai 2018, Valdes-Scantling signe son contrat rookie d'une durée de 4 ans pour un montant de 2 677 553 dollars incluant un bonus à la signature de 217 553 dollars,.
Il fait ses débuts dans la NFL lors du match d'ouverture de la saison contre les Bears de Chicago le 9 septembre 2018 et y effectue un retour de kickoff de 21 yards (victoire 24 à 23). Il réussit sa première réception professionnelle lors du match suivant joué contre les Vikings du Minnesota. En 4e semaine lors de la victoire contre les Bills de Buffalo, il est titularisé pour la première fois de sa carrière en remplacement de Randall Cobb blessé. Il y réussit une réception de 38 yards,. La semaine suivante (défaite contre les Lions de Détroit), toujours titulaire Cobb étant toujours absent, Valdes-Scantling réussit sept réceptions pour un gain cumulé de 68 yards tout en inscrivant un touchdown. Il gagne ensuite 103 yards en trois réceptions lors de la victoire en sixième semaine contre les 49ers de San Francisco. Le 28 octobre 2018 (défaite 27 à 29 contre les Rams de Los Angeles), il réussit deux réceptions pour un gain cumulé de 45 yards, inscrivant un touchdown de 40 yards. La semaine suivante, défaite 17 à 31 contre les Patriots de la Nouvelle-Angleterre, il gagne 101 yards en trois réceptions. Au total, il termine sa saison rookie avec 38 réceptions pour 581 yards et deux touchdowns. 
Il finit la saison classé septième des rookies de la Ligue au nombre de yards gagnés en réceptions.

#### 2019
Lors de la troisième semaine contre les Broncos de Denver (victoire 27 à 16), Valdes-Scantling totalise 6 réceptions pour un gain de 99 yards, inscrivant le premier touchdown de sa saison. En 7e semaine contre les Raiders d'Oakland (victoire 42 à 24), Valdes-Scantling termine avec 2 réceptions pour un gain de 133 yards dont un touchdown de 74 yards.
Il participe aux deux matchs de séries éliminatoires des Packers, contre les Seahawks de Seattle lors du tour de division et contre les 49ers de San Francisco en finale de conférence NFC. Sur l'ensemble des deux matchs, il ne réussit qu'une seule réception pour un gain de huit yards,.

#### 2020
En 1re semaine lors de la victoire 43-34 contre les Vikings du Minnesota, Valdes-Scantling réussit quatre réceptions pour un gain de 96 yards, inscrivant le premier touchdown de sa saison.
Lors de la 9e semaine contre les 49ers de San Francisco à l'occasion du Thursday Night Football (victoire 34 à 17), il gagne 53 yards en 2 réceptions et inscrit 2 touchdowns. Le match suivant joué contre les Jaguars de Jacksonville, il réussit 4 réceptions pour un gain cumulé de 149 yards dont une réception 78 yards transformée en touchdown (victoire 24 à 20). Il réussit, en toute fin de 4e quart temps en 11e semaine contre les Colts d'Indianapolis, une réception de 47 yards qui permet ensuite au kicker Mason Crosby d'inscrire le field goal égalisateur conduisant à la prolongation. Malheureusement, au cours de cette prolongation, Valdes-Scantling commet un fumble lors du deuxième jeu de la série des Packers qui est recouvert par les Colts. ceux-ci gagnent ensuite le match grâce à un field goal. Il signalera sur Twitter avoir reçu des menaces de mort à la suite de ce fumble,.
Les Packers perdent 26 à 31 la finale de conférence NFC jouée contre les Buccaneers de Tampa Bay, Valdes-Scantling effectuant 4 réceptions pour un gain cumulé de 115 yards et 1 touchdown.

#### 2021
Valdes-Scantling est placé dans la liste des réservistes blessés des Packers le 2 octobre 2021 mais est réactivé le 6 novembre 2021. En 11e semaine lors de la défaite 31 à 34 contre les Vikings, il réussit quatre réceptions pour un gain total de 123 yards et un touchdown. Il termine sa saison 2021 avec un total de 26 réceptions pour 430 yard et trois touchdowns.

### Chiefs de Kansas City

#### 2022
Le 24 mars 2022, Valdes-Scantling signe un contrat de trois ans pour un montant de 30 millions de dollars avec les Chiefs de Kansas City. En 7e semaine lors de la victoire 44 à 23 contre les 49ers, il effectue trois réceptions pour un gain 111 yards. Fin de saison régulière, il totalise 42 réceptions pour un total de 687 yards et deux touchdowns en 17 matchs (dont 11 en tant que titulaire). Lors de la finale de conférence AFC, les Chiefs battent les Bengals 23 à 20, Valdes-Scantling effectuant six réceptions pour 116 yards et un touchdown. Il remporte son premier Super Bowl en battant 38 à 35 les Eagles de Philadelphie lors du Super Bowl LVII n'ayant pas réussi à capter le seul ballon adressé par son quarterback.

#### 2023
Valdes-Scantling effectue sa plus mauvaise saison régulière en termes de statistiques, n'affichant que 21 réceptions pour un gain de 315 yards et un touchdown. En finale de conférence AFC contre les Ravens de Baltimore, Valdes-Scantling réussit une réception de 32 yards lors d'une 3e tentative juste avant l'arrêt des deux dernières minutes (two-minute warning, ce qui a permis aux Chiefs de manger l'horloge et de gagner le match 17 à 10. Lors du Super Bowl LVIII, il réussit trois réceptions pour un gain de 20 yards et un touchdown, et remporte sa deuxième bague de Super Bowl en battant 25 à 22 les 49ers de San Francisco.
Le 28 février 2024 il est libéré par les Chiefs.

### Bills de Buffalo
Agent libre, Valdes-Scantling signe le 14 mai 2024, un contrat d'un an avec les Bills de Buffalo. Néanmoins, après avoir acquis le wide receiver Amari Cooper aux Browns de Cleveland, les Bills décident le 15 octobre 2024 de libérer Valdes-Scantling, celui-ci n'y ayant réussit que deux réceptions sur neuf possibles en trois matchs disputés.

### Saints de La Nouvelle-Orléans
Le 22 octobre 2024, Valdes-Scantling signe avec les Saints de La Nouvelle-Orléans.
En 10e semaine contre les Falcons, il réussit trois réceptions pour un gain total de 109 yards et deux touchdowns. Lors de son séjour chez les Saints, il aura totalisé 19 réceptions pour un gain global de 411 yards et quatre touchdowns.

### Seahawks de Seattle
Le  12 mars 2025 , Valdes-Scantling signe un contrat d'un an avec les Seahawks de Seattle .

## Statistiques

### Universitaires
| Année                   | Équipe                           | Statut                  | MJ |     | Courses | Courses | Courses | Courses |       | Passes réceptionnées | Passes réceptionnées | Passes réceptionnées | Passes réceptionnées |
| Année                   | Équipe                           | Statut                  | MJ | Nb. | Yards   | Moy.    | TD      | Nb.     | Yards | Moy.                 | TD                   |                      |                      |
| 2013                    | Wolfpack de North Carolina State | Fr                      | 07 | 0   | 0       | 00,0    | 0       | 022     | 0 281 | 12,8                 | 0                    |                      |                      |
| 2014                    | Wolfpack de North Carolina State | SO                      | 09 | 0   | 0       | 00,0    | 0       | 022     | 0 257 | 11,7                 | 01                   |                      |                      |
| 2016                    | Bulls de South Florida           | JR                      | 11 | 02  | 04      | 02,0    | 0       | 022     | 0 415 | 18,9                 | 05                   |                      |                      |
| 2017                    | Bulls de South Florida           | SR                      | 12 | 08  | 108     | 13,5    | 1       | 053     | 0 879 | 16,6                 | 06                   |                      |                      |
| Totaux chez le Wolfpack | Totaux chez le Wolfpack          | Totaux chez le Wolfpack | 16 | 0   | 0       | 00,0    | 0       | 044     | 0 538 | 12,2                 | 01                   |                      |                      |
| Totaux chez les Bulls   | Totaux chez les Bulls            | Totaux chez les Bulls   | 23 | 10  | 112     | 11,2    | 1       | 075     | 1 294 | 17,3                 | 11                   |                      |                      |
| Totaux en NCAA          | Totaux en NCAA                   | Totaux en NCAA          | 39 | 10  | 112     | 11,2    | 1       | 119     | 1 832 | 15,4                 | 12                   |                      |                      |

### Professionnelles
| Année                   | Équipe                        | MJ  |                 | Courses         | Courses         | Courses         | Courses         |                 | Passes réceptionnées | Passes réceptionnées | Passes réceptionnées | Passes réceptionnées |  | Fumbles | Fumbles |
| Année                   | Équipe                        | MJ  | Nb.             | Yards           | Moy.            | TD              | Nb.             | Yards           | Moy.                 | TD                   | Nb.                  | Perdus               |  |         |         |
| 2018                    | Packers de Green Bay          | 16  | 2               | 29              | 14,5            | 0               | 38              | 581             | 15,3                 | 2                    | 0                    | 0                    |  |         |         |
| 2019                    | Packers de Green Bay          | 16  | 2               | 09              | 04,5            | 0               | 26              | 452             | 17,4                 | 2                    | 0                    | 0                    |  |         |         |
| 2020                    | Packers de Green Bay          | 16  | 4               | 13              | 03,3            | 0               | 33              | 690             | 20,9                 | 6                    | 1                    | 1                    |  |         |         |
| 2021                    | Packers de Green Bay          | 11  | -               | -               | -               | -               | 26              | 430             | 16,5                 | 3                    | 0                    | 0                    |  |         |         |
| 2022                    | Chiefs de Kansas City         | 17  | 1               | - 3             | - 3,0           | 0               | 42              | 687             | 16,4                 | 2                    | 0                    | 0                    |  |         |         |
| 2023                    | Chiefs de Kansas City         | 16  | -               | -               | -               | -               | 21              | 315             | 15,0                 | 1                    | 1                    | 1                    |  |         |         |
| 2024                    | Bills de Buffalo              | 06  | -               | -               | -               | -               | 02              | 026             | 13,0                 | 0                    | 0                    | 0                    |  |         |         |
| 2024                    | Saints de La Nouvelle-Orléans | 08  | 1               | 4               | 4,0             | 0               | 17              | 385             | 22,6                 | 4                    | 0                    | 0                    |  |         |         |
| 2025                    | Seahawks de Seattle           | ?   | Saison en cours | Saison en cours | Saison en cours | Saison en cours | Saison en cours | Saison en cours | Saison en cours      | Saison en cours      | ?                    | ?                    |  |         |         |
| Totaux en carrière      | Totaux en carrière            | 106 | 10              | 52              | 5,2             | 0               | 206             | 3 566           | 17,4                 | 20                   | 2                    | 2                    |  |         |         |
| Totaux chez les Packers | Totaux chez les Packers       | 59  | 8               | 51              | 6,4             | 0               | 123             | 2 153           | 17,5                 | 13                   | 1                    | 1                    |  |         |         |
| Totaux chez les Chiefs  | Totaux chez les Chiefs        | 33  | 1               | -3              | -3,0            | 0               | 063             | 1 002           | 15,9                 | 03                   | 1                    | 1                    |  |         |         |

| Année                   | Équipe                  | MJ |     | Courses | Courses | Courses | Courses |       | Passes réceptionnées | Passes réceptionnées | Passes réceptionnées | Passes réceptionnées |  | Fumbles | Fumbles |
| Année                   | Équipe                  | MJ | Nb. | Yards   | Moy.    | TD      | Nb.     | Yards | Moy.                 | TD                   | Nb.                  | Perdus               |  |         |         |
| 2019                    | Packers de Green Bay    | 02 | 0   | 0       | 0,0     | 0       | 01      | 08    | 08,0                 | 0                    | 0                    | 0                    |  |         |         |
| 2020                    | Packers de Green Bay    | 02 | 0   | 0       | 0,0     | 0       | 08      | 148   | 18,5                 | 1                    | 0                    | 0                    |  |         |         |
| 2022                    | Chiefs de Kansas City   | 03 | 0   | 0       | 0,0     | 0       | 07      | 122   | 17,4                 | 2                    | 0                    | 0                    |  |         |         |
| 2023                    | Chiefs de Kansas City   | 04 | 0   | 0       | 0,0     | 0       | 08      | 128   | 16,0                 | 1                    | 0                    | 0                    |  |         |         |
| Totaux en carrière      | Totaux en carrière      | 11 | 0   | 0       | 0,0     | 0       | 24      | 406   | 16,9                 | 4                    | 0                    | 0                    |  |         |         |
| Totaux chez les Packers | Totaux chez les Packers | 04 | 0   | 0       | 0,0     | 0       | 09      | 156   | 10,4                 | 1                    | 0                    | 0                    |  |         |         |
| Totaux chez les Chiefs  | Totaux chez les Chiefs  | 07 | 0   | 0       | 0,0     | 0       | 15      | 250   | 16,7                 | 3                    | 0                    | 0                    |  |         |         |